# Fórmula 3000 Internacional
A Fórmula 3000 Internacional foi uma categoria de monolugares que existiu de 1985 a 2004, substituindo o Campeonato Europeu de Fórmula 2 por esta estar se tornando demasiado custosa. Os carros da categoria utilizavam motores de três litros (3000 cc/ 3.0L). Era utilizada como uma categoria de acesso à Fórmula 1 e foi substituída pela GP2 Series em 2005.

## História

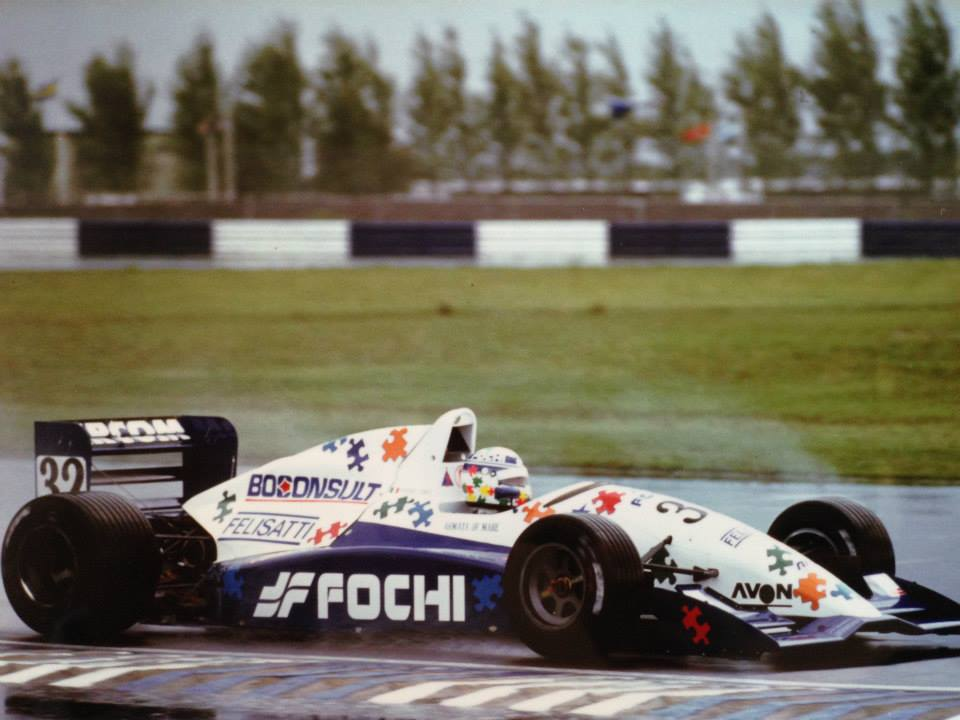
Vittorio Zoboli na Fórmula 3000 em 1992

A categoria foi anunciada em 16 de dezembro de 1983 como uma substituta da Fórmula 2 Europeia, que passava por aumentos astronômicos de custos e diminuição de seus grids. A ideia é que a categoria utilizasse os motores Cosworth DFV antigos da Fórmula 1 (que já adentrava na era turbo), diminuindo os custos e nivelando tecnicamente os carros. Já os chassis poderiam ser tanto chassis novos quanto carros antigos da Fórmula 1 e da Fórmula 2 adaptados para a categoria. O anuncio oficial da Fórmula 3000 pela FISA só foi feito em julho de 1984, com a primeira temporada para 1985.
A primeira temporada da categoria teve doze etapas - onze para o campeonato e uma etapa especial em Curaçau - tendo a primeira etapa da categoria acontecido em 24 de março de 1985, em Silverstone. O regulamento técnico da categoria havia sido lançado três meses antes, porém o regulamento esportivo só foi lançado em junho de 1985, enquanto a temporada já estava em sua metade. O primeiro campeão foi o alemão Christian Danner. Em 1987, a capacidade de alguns pilotos da categoria foi posta em dúvida, devido a grande quantidade acidentes. Em 1991, algumas equipes italianas começaram a utilizar um combustível adulterado da Fórmula 1 feito Agip chamado de jungle juice (suco de selva, em inglês), na qual rendia 15 cv a mais. Em 1995, houve a única morte na categoria, do brasileiro Marco Campos, na última etapa da temporada em Magny-Cours.
Em 1996, o regulamento técnico foi modificado, com a adoção de um único carro para todas as equipes do grid. O Lola T96/50 foi utilizado com motores Zytek-Judd. Em 1997, a Fórmula 3000 começou a disputar suas corridas junto das etapas da Fórmula 1, tendo várias equipes da categoria investindo na Fórmula 3000 em equipes "júnior". Nessa época, a categoria chegou a ter 40 carros em seu grid. Em 1999, o carro foi trocado pelo Lola B99/50, utilizando o mesmo conjunto mecânico. Em 2000, a categoria limitou seu grid a 15 equipes, com dois carros cada.
Em 2002, o chassis foi modificado novamente, com o Lola B02/50, ainda utilizando o mesmo conjunto mecânico de 1996. Na época, os custos da categoria haviam subido bastante e a mesma tinha forte concorrência de categorias similares mais baratas, como a Fórmula 3000 Europeia, a World Series by Nissan e a Fórmula Renault V6 Eurocup. Na temporada de 2003, os grids já se tornavam diminutos.
A categoria teve sua última temporada em 2004, sendo substituída pela GP2 Series em 2005.

## Formato da Corrida

### Pontuação
Em toda sua história, a Fórmula 3000 Internacional utilizou três sistemas de pontuação, influenciados pela Fórmula 1.
| 1985-1996 | 1985-1996 | 1985-1996 | 1985-1996 | 1985-1996 | 1985-1996 | 1985-1996 | 1985-1996 | 1985-1996 | 1985-1996 | 1985-1996 |
| Posição   | 1º        | 2º        | 3º        | 4º        | 5º        | 6º        |           |           |           |           |
| --------- | --------- | --------- | --------- | --------- | --------- | --------- | --------- | --------- | --------- | --------- |
| Pontos    | 9         | 6         | 4         | 3         | 2         | 1         |           |           |           |           |
| 1997-2002 |           |           |           |           |           |           |           |           |           |           |
| Posição   | 1º        | 2º        | 3º        | 4º        | 5º        | 6º        |           |           |           |           |
| Pontos    | 10        | 6         | 4         | 3         | 2         | 1         |           |           |           |           |
| 2003-2004 |           |           |           |           |           |           |           |           |           |           |
| Posição   | 1°        | 2°        | 3°        | 4°        | 5°        | 6°        | 7°        | 8°        |           |           |
| Pontos    | 10        | 8         | 6         | 5         | 4         | 3         | 2         | 1         |           |           |

## Carros

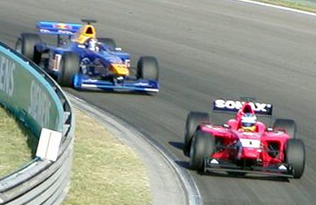
Björn Wirdheim e Vitantonio Liuzzi na F3000 em 2003

### Chassis
Os primeiros chassis da categoria produzidos pela March, AGS e Ralt eram baseados nos carros utilizados na Fórmula 2 em 1984, com a Lola baseando seu chassis no seu modelo para a CART norte-americana. Algumas equipes pequenas utilizaram carros obsoletos da Fórmula 1 (que ainda utilizavam motores Cosworth DFV), como modelos da Tyrrell, Williams, Minardi, Arrows e RAM, com pouco sucesso na categoria. Nas primeiras temporadas, a March dominou a categoria, com o domínio somente sendo quebrado em 1988, com a Reynard, que dominou a categoria até 1995, tendo seu domínio somente parado pela Lola em 1990. Chassis japoneses da Footwork e da Dome apareciam muito raramente na Europa, porém, apareceram. A Dallara fez tentativas na categoria antes de ir para a Fórmula 1 em 1987.
Em 1996, a categoria adotou uma padronização de seus chassis (Lola T96/50) e motores (Zytek-Judd KV). Esses chassis duraram até 1998, quando os mesmos foram substituídos pelo Lola B99/50, que foram substituídos em 2002 pelo Lola B02/50 (este sendo utilizado até o final da categoria em 2004). 

### Motores
O nome da categoria se deu pelo limite de tamanho dos motores (3.000cc / 3.0L). Inicialmente, os Cosworth DFV eram populares. Esses motores haviam sido utilizados pela Fórmula 1 por muitos anos, mas acabaram sendo aposentados com a chegada dos motores 1.500cc (1.5L) turboalimentados. O regulamento técnico autorizava qualquer motor até 3.000cc V8, desde que fosse equipado com um limitador para equalizar a potência. Além dos motores Cosworth (DFV e AC), apareceram motores da Mugen-Honda e Judd. A Lamborghini também propôs um motor para a categoria, mas o mesmo nunca chegou a ser utilizado.
Em 1996, com a padronização, a categoria adotou um motor Zytek-Judd KV 3.0L V8, gerando 456 cv (335 kW) a 527 cv (387 kW), acoplado a uma transmissão de seis velocidades, sequencial. Esse conjunto mecânico foi utilizado até o final da categoria, em 2004.

## Circuitos
Em suas vinte temporadas de existência, a Fórmula 3000 visitou 32 circuitos em 13 países (12 países europeus e o Brasil). Silverstone somente esteve fora do calendário em 1991, da mesma forma que Spa-Francochamps só esteve ausente em 1988, 1990 e 2003. Pau e Enna-Pergusa estiveram de maneira ininterrupta até 1998. De 1999 até 2003, a categoria esteve composta somente de etapas conjuntas com a Fórmula 1.